# سنغ جشمة دو (صوغان)
سنغ جشمة دو (بالفارسية: سنگ چشمه دو) هي منطقة سكنية تقع في إيران في قسم صوغان الريفي. يقدر عدد سكانها بـ 120 نسمة .